# M60 (Машрік)
M60 — основний маршрут зі сходу на захід у міжнародній мережі доріг Арабського Машріку, що проходить через західну Саудівську Аравію та Верхній Єгипет. Дорога починається в Дубі, а потім пролягає через паромну переправу в Червоному морі, Порт Сафагу та Кену до Мута.